# غرفة الأخبار (مسلسل أمريكي)
غرفة الأخبار (بالإنجليزية: The Newsroom)‏ هو مسلسل درامي تلفزيوني سياسي أمريكي تم إنشاؤه وكتابته بواسطة آرون سوركين، عرض المسلسل على شبكة HBO في 24 يونيو 2012، واختتم في 14 ديسمبر 2014، يتألف المسلسل من 25 حلقة على مدار ثلاثة مواسم،  طول الحلقة الواحدة مابين 52 إلى 73 دقيقة.
يسرد المسلسل الأحداث التي تجري خلف الكواليس في قناة أخبار كابل أتلانتس الخيالية (ACN).

## الشخصيات والممثلين

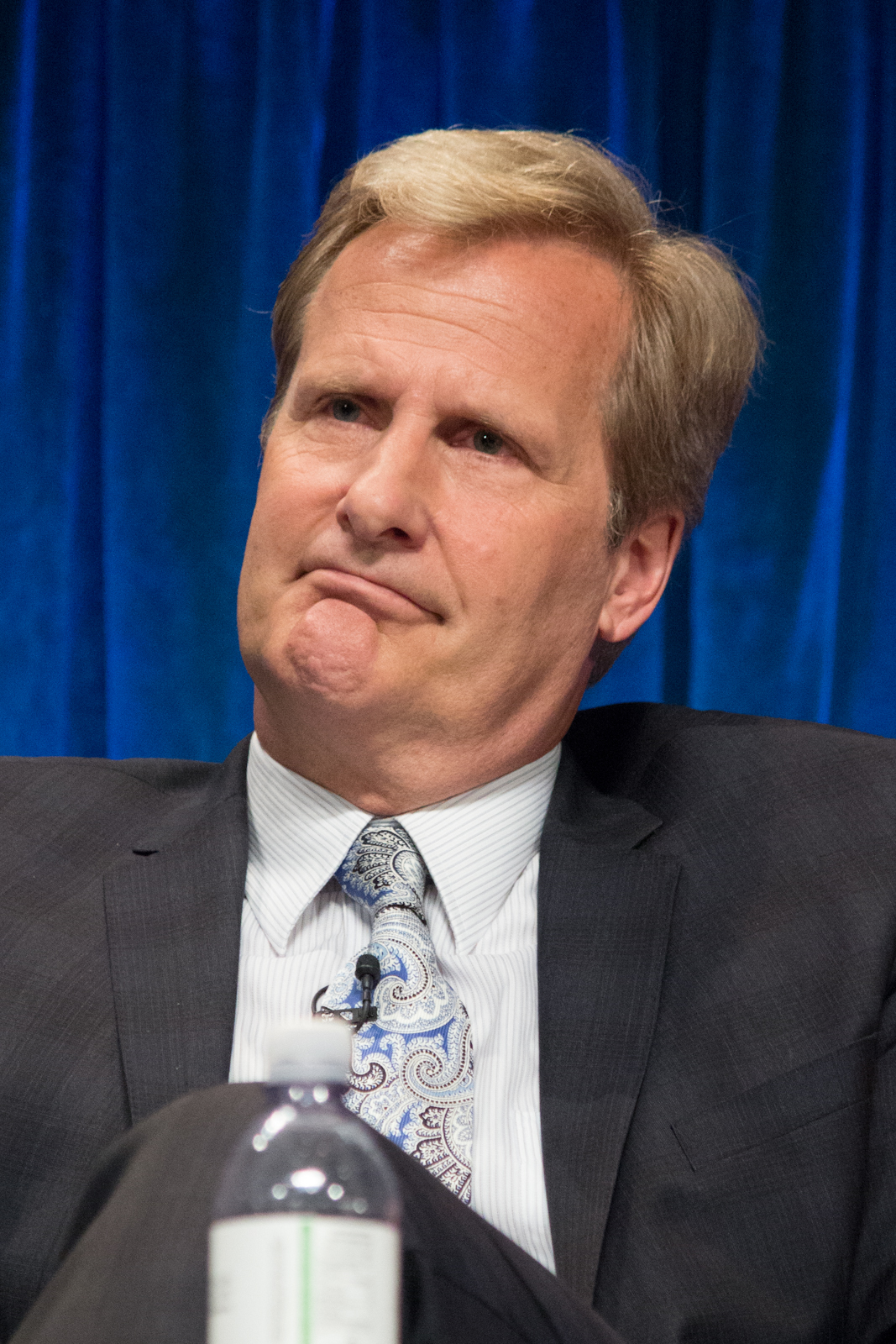
جيف دانيالز

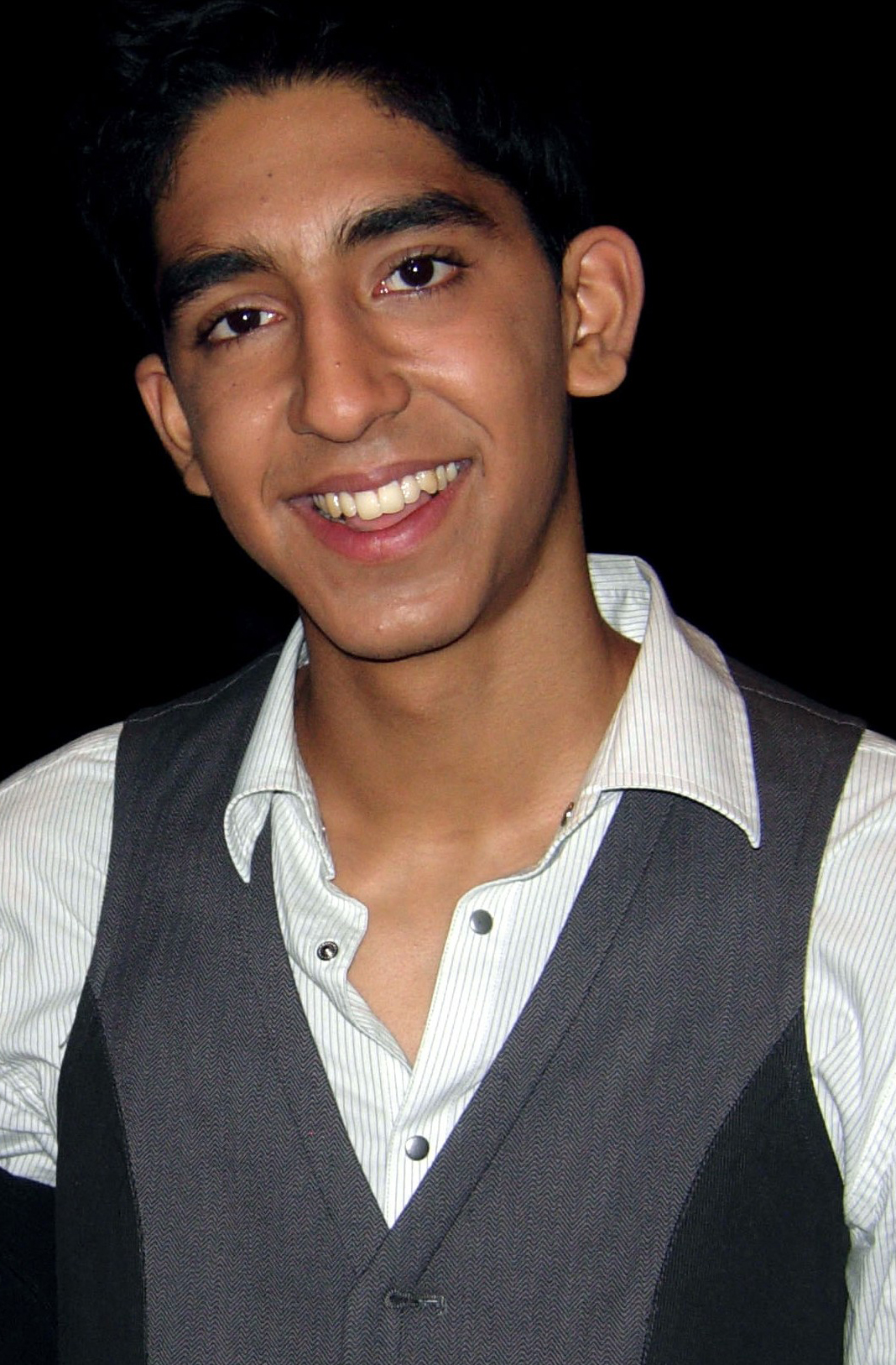
ديف باتل

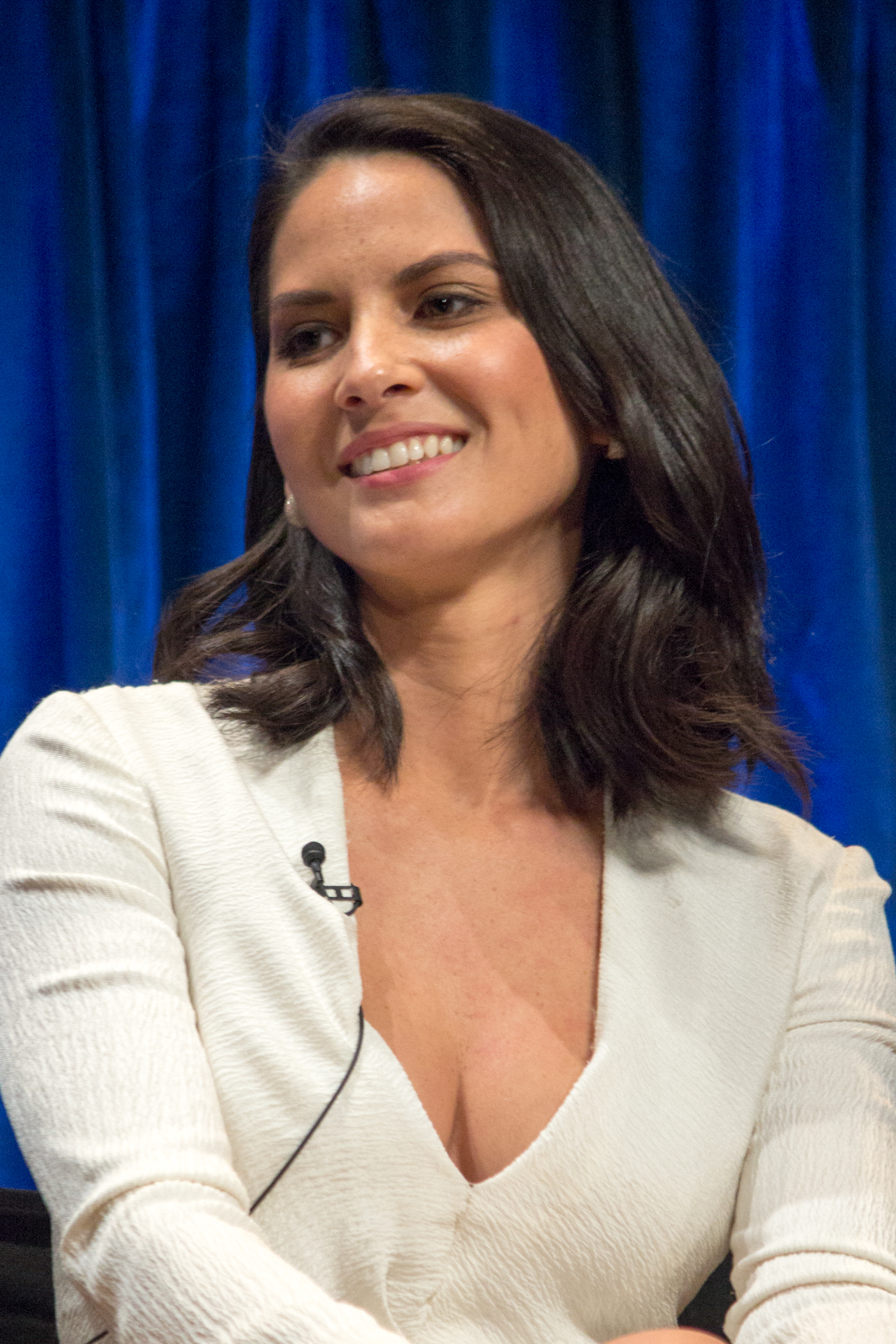
أوليفيا مون

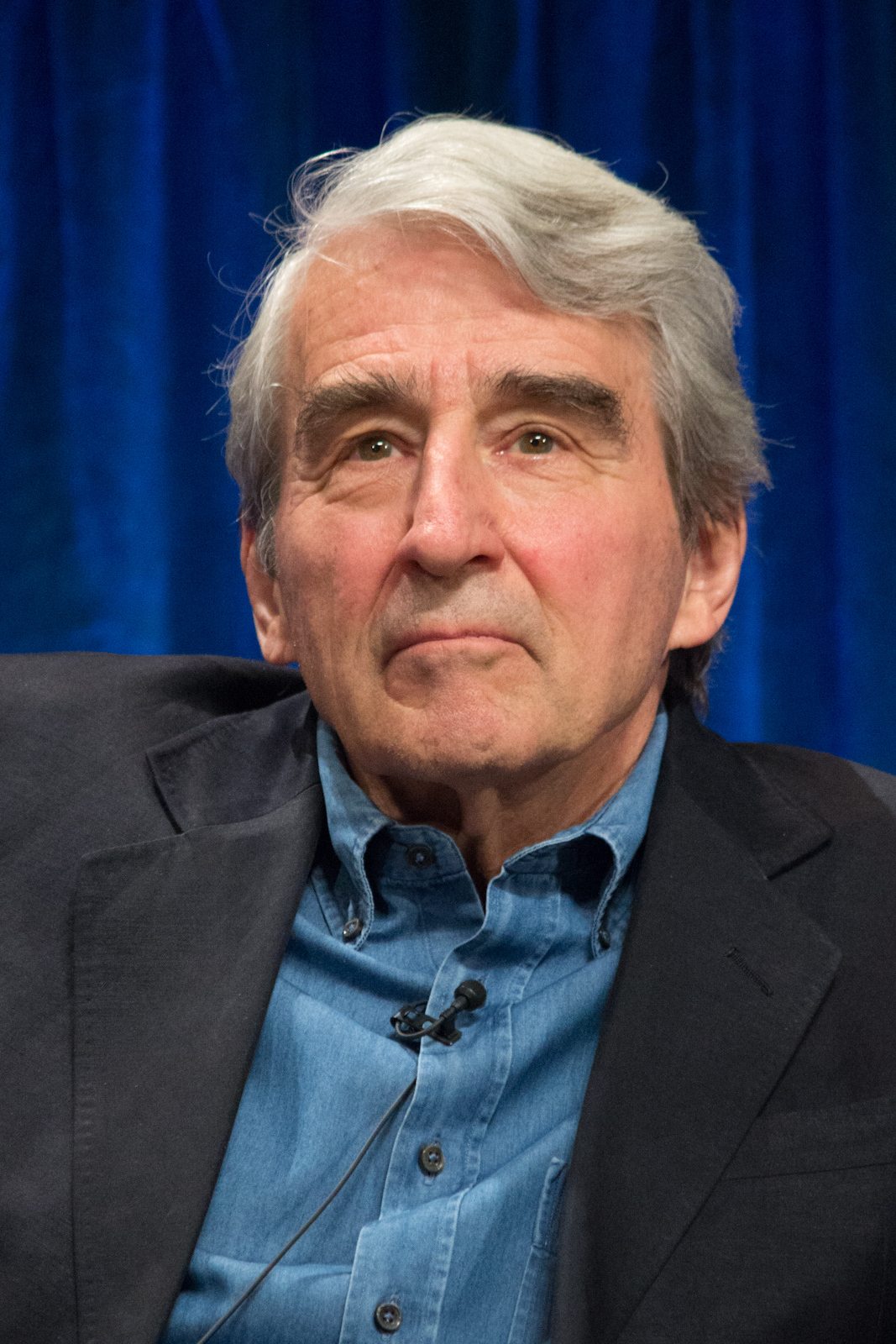
سام واترستون

جيف دانيالز بدور ويل ماكافوي

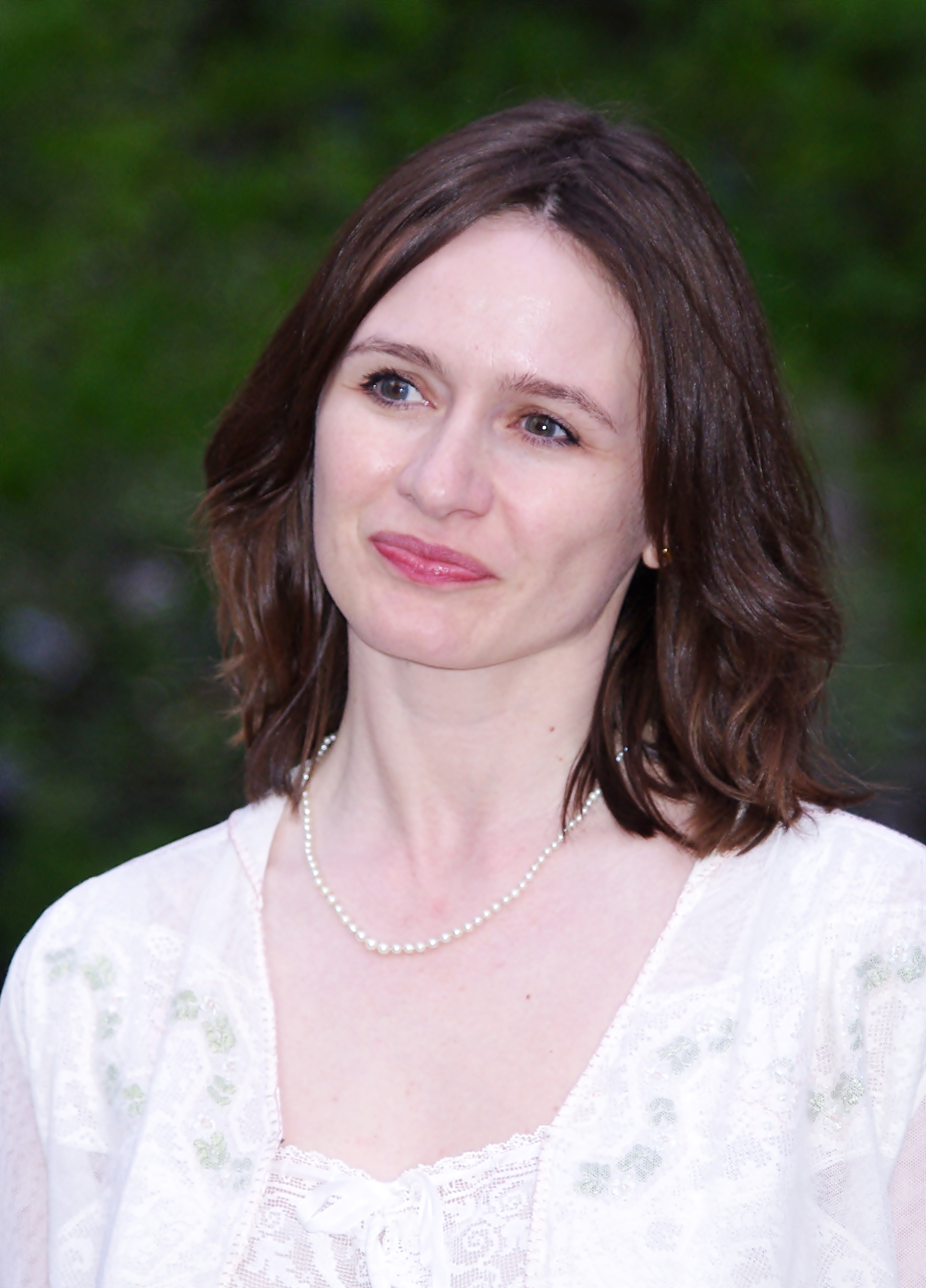
إميلي مورتيمر

إميلي مورتيمر بدور ماكينزي «ماك» مورغان ماكهيل

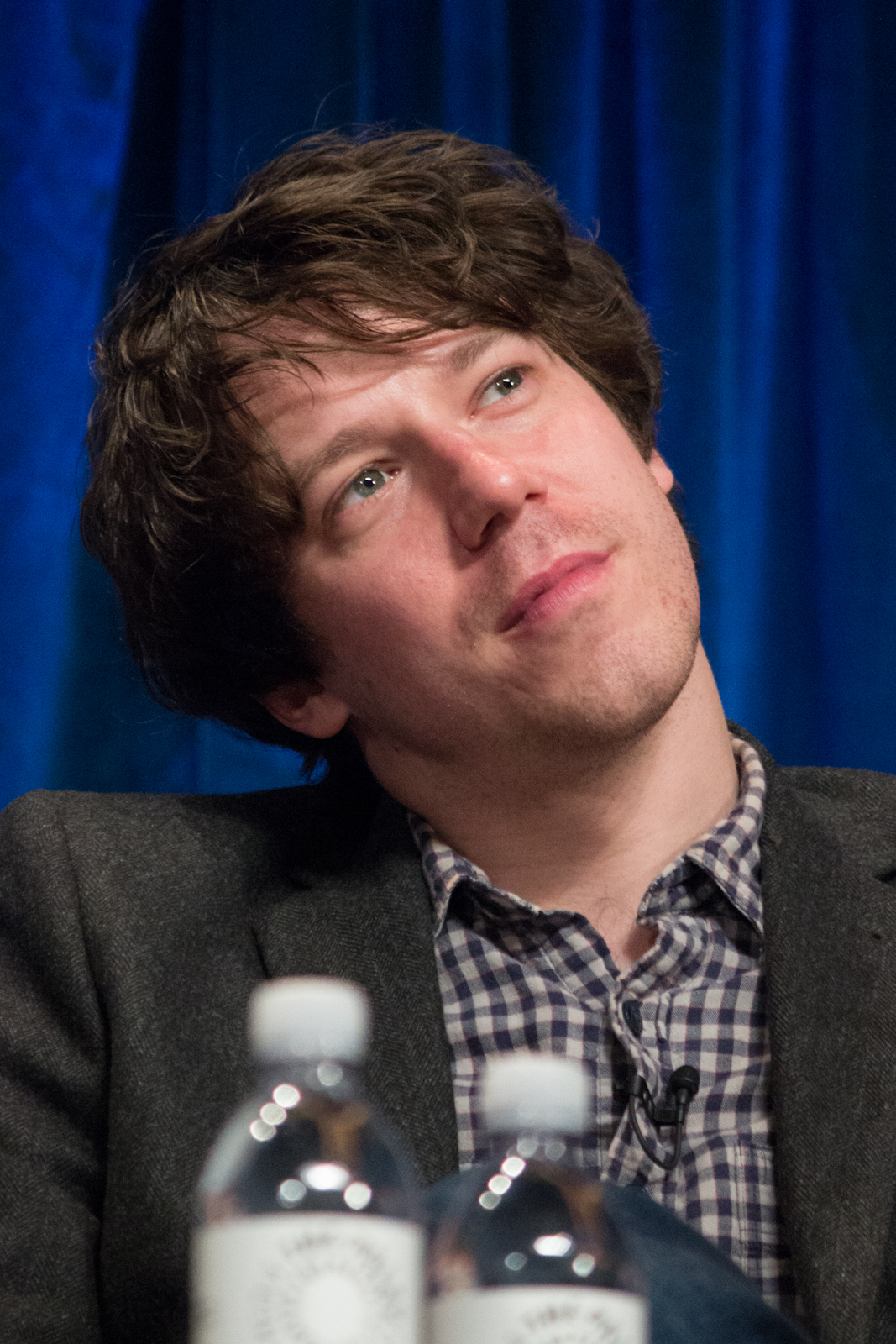
جون غالاغر جونيور

جون غالاغر جونيور بدور جيمس «جيم» هاربر

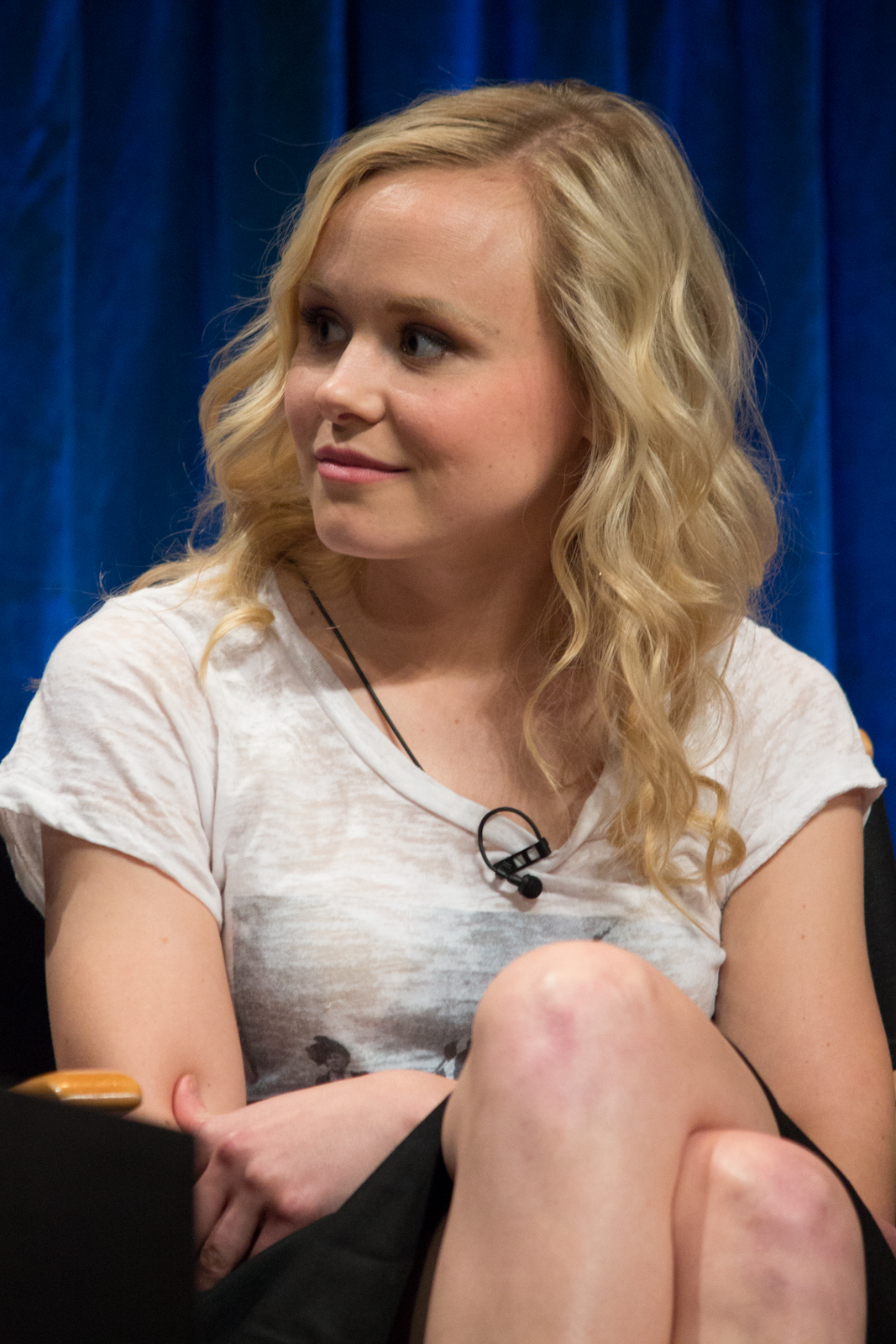
أليسون بيل

أليسون بيل بدور مارجريت «ماجي» جوردن

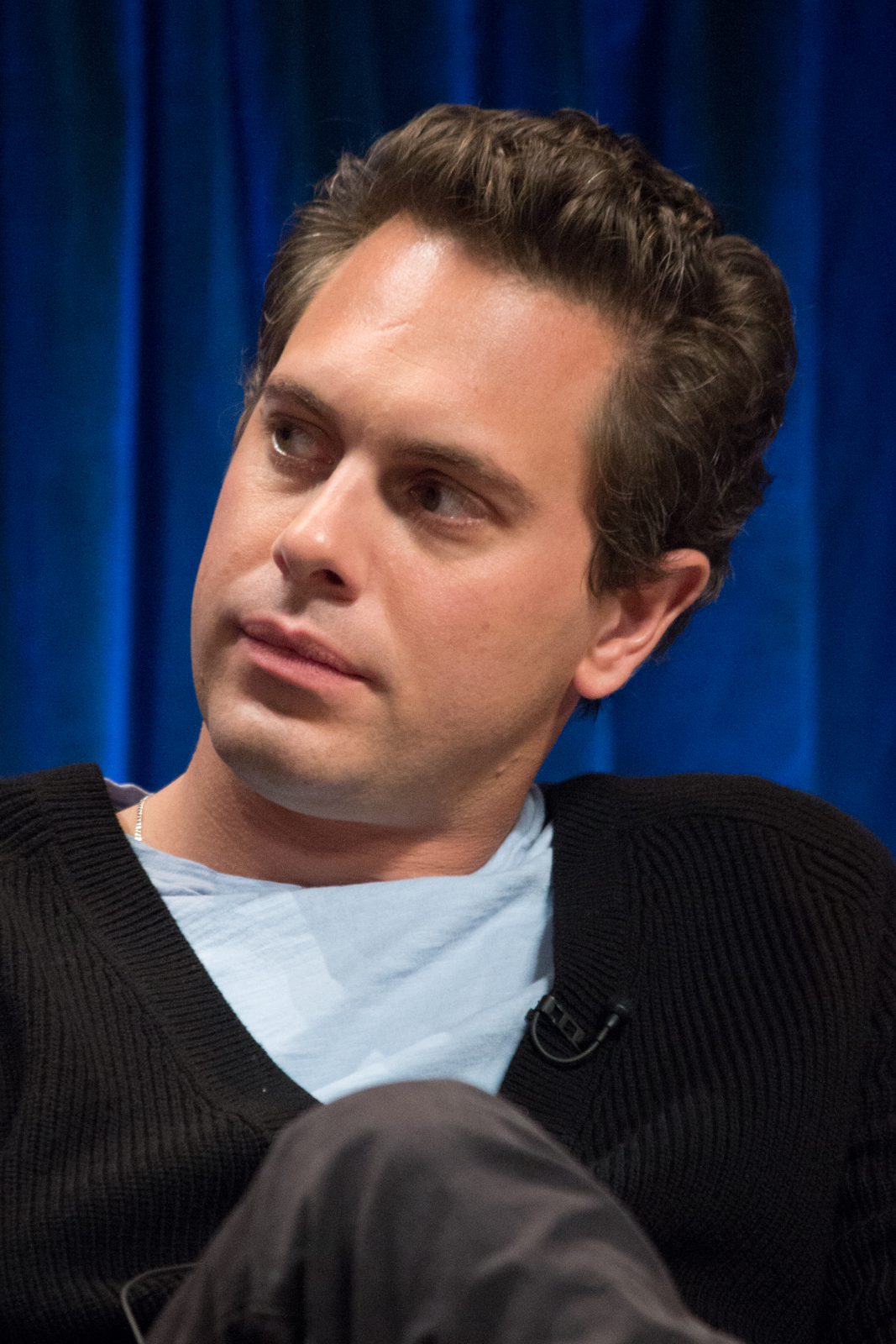
توماس سادوسكي

توماس سادوسكي بدور دون كيفر
ديف باتل بدور نيل سامبات
أوليفيا مون بدور سلون سابيث
سام واترستون بدور تشارلي سكينر

### الحلقات
| الموسم | الحلقات | الحلقات | تاريخ البث الأصلي | تاريخ البث الأصلي |
| الموسم | الحلقات | الحلقات | أول بث            | أخر بث            |
| ------ | ------- | ------- | ----------------- | ----------------- |
| 1      | 10      | 10      | 24 يونيو 2012     | 26 أغسطس 2012     |
| 2      | 9       | 9       | 14 يوليو 2013     | 15 سبتمبر 2013    |
| 3      | 6       | 6       | 9 نوفمبر 2014     | 14 ديسمبر 2014    |

## روابط خارجية
- غرفة الأخبار على موقع IMDb (الإنجليزية)
- غرفة الأخبار على موقع ميتاكريتيك (الإنجليزية)
- غرفة الأخبار على موقع روتن توميتوز (الإنجليزية)
- غرفة الأخبار على موقع فيلمافينيتي (الإسبانية)
- غرفة الأخبار على موقع كينوبويسك (الروسية)
- غرفة الأخبار على موقع ألو سيني (الفرنسية)
- غرفة الأخبار على موقع قاعدة بيانات الفيلم (الإنجليزية)